# Козиренко Леонід Мартинович
Козиренко Леонід Мартинович (*28 серпня 1924, Київ) — український письменник, сценарист, редактор.
Народ. 28 серпня 1924 р. в Києві в родині службовця. Помер 16 серпня 2014 року[джерело?]. Учасник німецько-радянської війни. Закінчив факультет журналістики Київського державного університету ім. Т. Г. Шевченка (1952).
Був кореспондентом ТАРС, завідував редакцією РАТАУ, працював заступником редактора газет «Київська зоря», «Київська правда», головним редактором сценарно-редакційної колегії Держтелерадіо, членом сценарної колегії (1961—1978).
Автор сценаріїв документальних, науково-популярних і телевізійних фільмів: «Дмитро Гнатюк», «Сільський лікар», «Бригадир Ганна Сіра», «Село крокує у майбутнє», «Щастя Ксенії Михнюк», «Нащадки», «Подвиг щодня», "Кость Барабаш з 10 «Б» (у співавт.), «Повинен жити», «Хліборобському роду нема переводу», «Роздуми про бригадний підряд» та ін.
Нагороджений орденом Червоної Зірки, медалями.
Член Національних Спілок журналістів і кінематографістів України.